# Nagycsanád

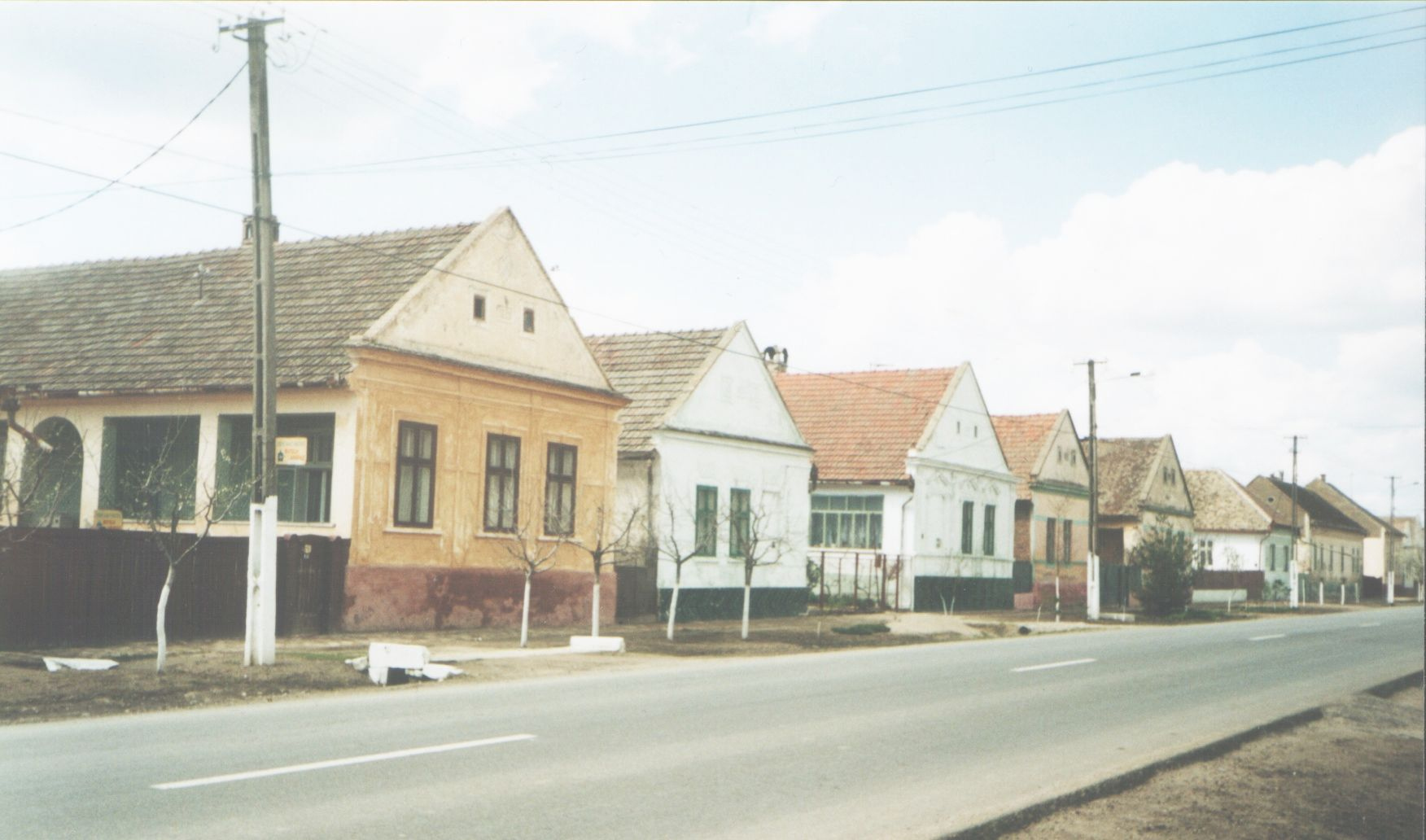
Az egykori Őscsanád (Németcsanád) a mai Nagycsanád része

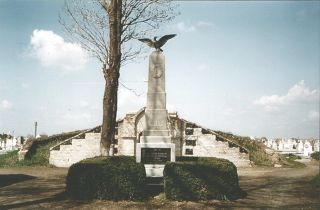
Emlékmű a nagycsanádi római katolikus temetőben

Nagycsanád (régi neve Marosvár, románul: Cenad, németül: Raitzisch-Tschanad, Groß-Tschanad, szerbül: Čanad/Чaнaд) többnemzetiségű falu Romániában Temes megyében. A mai település Őscsanád (más néven Németcsanád) és Rácz-Csanád egyesítésével keletkezett a 20. században. Nagycsanádot olykor keverik Magyarcsanáddal, utóbbi azonban a Marostól északra, a Makói járásban, Magyarországon található.

## Fekvése
Nagyszentmiklóstól 8 km-re északra a Maros bal partján, a határ mellett fekszik. 2000-ben nyitották meg a Nagycsanád-Kiszombor közúti határátkelőhelyet.

## Nevének eredete
Csanád vezérnek a nevét viseli, aki monostorát alapította.

## Története
A település környéke már az újkőkorban is lakott volt. A rézkorból is előkerültek régészeti leletek. Román források szerint a rómaiak egy katonai tábort létesítettek a településen. 1111-ben Chonadiensis néven említi oklevél. Egykori várát (Marosvár) és ortodox templomát Ajtony építtette. 1028-ban Szent István serege Csanád vezetésével legyőzte Ajtony seregét, a várat pedig Csanád kapta meg. Ettől kezdve Marosvárt Csanádnak nevezték, és az ekkor alapított azonos nevű vármegye székhelye lett. 1030-tól püspökség székhelye, első püspöke Gellért püspök lett, aki Szent György tiszteletére székesegyházat építtetett ide (Szent Gellért szobra a római katolikus templom előtt áll).
Később a püspökség mellett káptalan és káptalani iskola is működött itt.
1044-ben Aba Sámuel itt végeztette ki az ellene lázadó főurakat. 1083-ban itt avatták szentté Szent Gellértet. 1241-ben a tatárok elpusztították a települést. 1514-ben Dózsa György serege foglalta el. 1526 végén Csáky László itt támadta meg Nenanda János szerbjeit (csanádi támadás), amely kirobbantotta a délvidéki felkelést. 1551-ben és 1598-ban a török uralom alá került, majd szandzsák székhely lett. 1723-ban helyreállították a 16. században megszűnt székeskáptalant. 1745-től német telepesek érkeztek az észak-rajna-vesztfáliai Sauerlandból Nagycsanádra. A 18. században a püspökséget Szegedre, majd Temesvárra költöztették.
A trianoni békeszerződésig Torontál vármegye Nagyszentmiklósi járásához tartozott. Az I. világháború végén egy ideig szerb megszállás alatt állt a falu. 1920-ban Romániához csatolták.
1945-ben a szovjet csapatok bevonulásukkor a helyi németek egy részét megölték, később pedig egy részüket a Szovjetunióba hurcolták munkatáborba. Erre a helyi katolikus temetőben az 1990-es években elhelyezett emlékmű táblája utal. A második világháború után a németek száma folyamatosan, tovább csökken.

## Lakosság

### A népesség vallási megoszlása
- ortodox: 2995
- római katolikus: 955
- görögkatolikus: 136
- református: 22
- baptista: 19
- evangélikus: 2
- egyéb

## Híres személyek
- Őscsanádon hunyt el 1918-ban Kisléghi Nagy Gyula magyar régész, uradalmi főintéző.
- Itt született Jung János (1940. április 4.) orvos, egyetemi tanár, kutató.

## Kultúra
- Lale sa Moriša tamburaegyüttes

## Nevezetességek, látnivalók
- Csanádi Múzeum
- csanádi erdő (279, 2 ha, például tölgy- és fűzfák)
- római katolikus templom (60,4 méter magas, fel lehet menni a tetejére, ahonnan igen jó a kilátás a környékre)
- római katolikus temető (magyar és német sírok (az ortodox vallásúak sírjai másik temetőben vannak)), németek emlékműve